# Historische Sternbilder

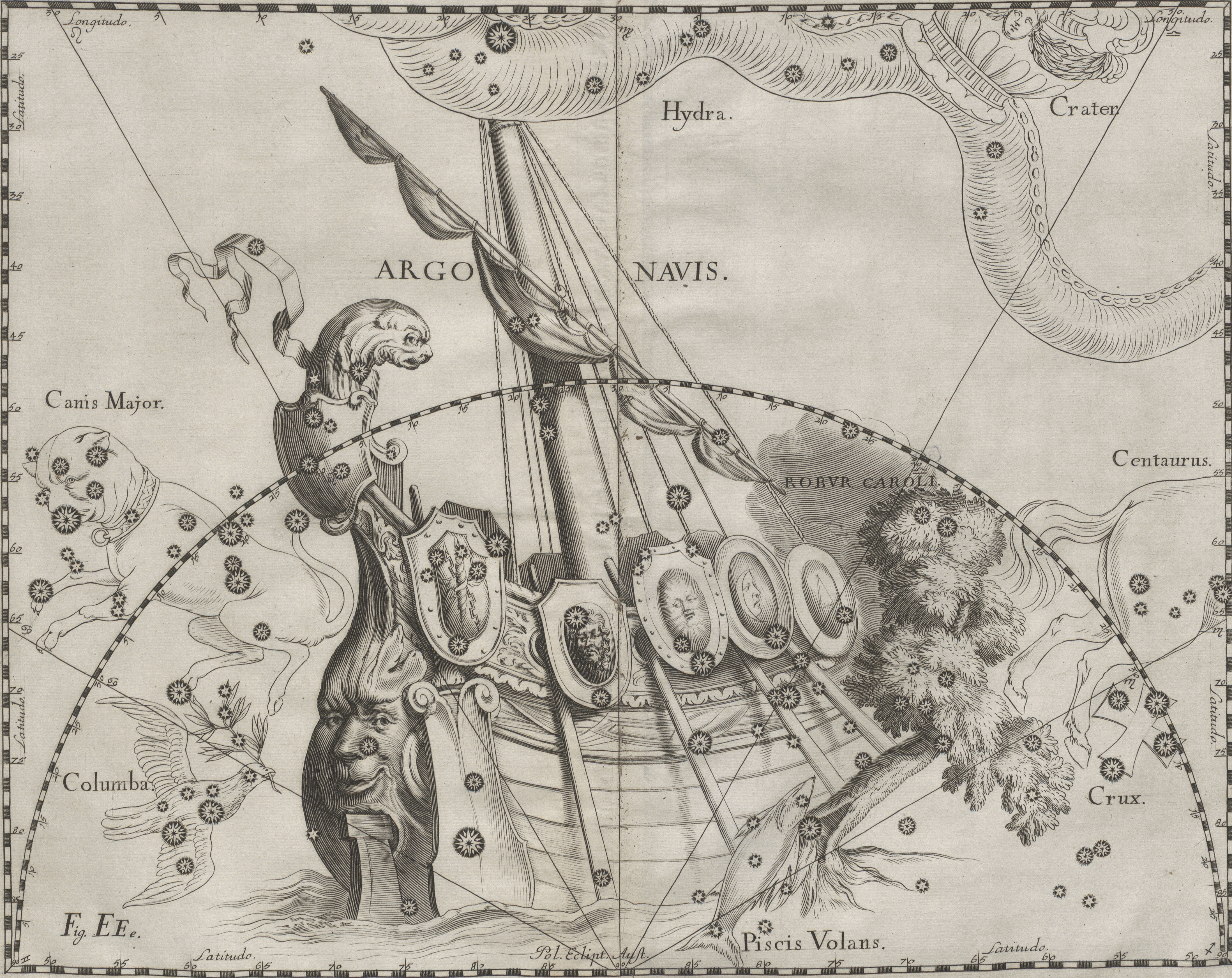
Das frühere Sternbild Argo Navis nach Ptolemäus, rechts daneben die Karlseiche

Die Liste historischer Sternbilder enthält eine Auswahl von Asterismen der europäischen astronomischen Tradition. Diese Sternbilder gehören nicht zu den 88 von der Internationalen Astronomischen Union (IAU) verbindlich festgelegten Konstellationen, die heute explizit Sternbilder genannt werden.
Siehe: Liste der Sternbilder

## Erläuterung der nachstehenden Tabelle
- Name: Nennt den Namen des Sternbildes.
- Lateinisch: Nennt den lateinischen Namen des Sternbildes.
- Alternativ: Nennt den deutschen und lateinischen Namen, unter welchen es ebenfalls veröffentlicht wurde.
- Hem.: Nennt die Lage des Sternbildes innerhalb der Himmelskugel. Dabei steht N für die Nord- und S für die Südhemisphäre. Mit N/S oder S/N gekennzeichnete Sternbilder sind in beiden Halbkugeln sichtbar.
- Autor: Nennt den Autor, der zuerst das Sternbild eingeführt beziehungsweise benannt oder in Karten veröffentlicht hat.
- Jahr: Gibt das Jahr an, in dem das Sternbild eingeführt oder nachgewiesen werden kann.
- Position: Position zu den heutigen IAU-Sternbildern

## Asterismen
| Name                              | Lateinisch                           | Alternativ                                                                                              | Hem. | Autor       | Jahr | Position                                                               | Kommentar | Bild                                                        |
| --------------------------------- | ------------------------------------ | --- | ---- | ----------- | ---- | ---------------------------------------------------------------------- | --- | ----------------------------------------------------------- |
| Antinoos                          | Antinous                             | | N    | Hadrian     | 132  | Adler, Südteil                                                         | Liebhaber des Hadrian | Adler, Delfin und Antinoos                                  |
| Schiff Argo                       | Argo Navis                           | | S    | Ptolemäus   | 150  | Achterdeck, Kiel, Segel des Schiffs                                    | die Argo von Jason und den Argonauten; wegen seiner Größe von Lacaille aufgeteilt, das einzige der 48 ptolemäischen Sternbilder, das nicht zu den IAU-Bildern gehört                                                                                                   | Schiff Argo                                                 |
| Mast (des Schiffs)                | Malus                                | | S    | J. Herschel | 1844 | zwischen Kompass und Segel des Schiffs                                 | Mast des Schiffs Argo; alt, von Lacaille dem Kompass zugeordnet |                                                             |
| Hüter des Südpols                 | Polophylax                           | | S    | Plancius    | 1592 | zwischen Kranich und Tukan                                             | auf der Weltkarte Terrarum Tabula; Plancius hinterließ seine Gründe, dieses Sternbild einzuführen, nicht | Polophylax                                                  |
| Nördliche Fliege (Musca Borealis) | Apes                                 | Wespe (Vespa), Biene                                                                                    | N/S  | Plancius    | 1612 | Widder, Nordteil                                                       | Vespa bei Bartsch 1624, Musca, später Musca Borealis bei Hevelius 1690 (veröff., erste Aufzeichnung 1664); nach Bartsch ein Insekt bei Samson, Plancius selbst hinterließ seine Gründe, dieses Sternbild einzuführen, nicht; nach Bode Ende des 16. Jh. außer Gebrauch | Nördliche Fliege und Kleines Dreieck                        |
| Hahn                              | Gallus                               | | S    | Plancius    | 1612 | Achterdeck, Nordteil, in der Milchstraße                               | Alector Gallus Dio bei Bartsch 1624, als der Hahn des Petrus gedeutet, Plancius selbst hinterließ seine Gründe, dieses Sternbild einzuführen, nicht; siehe auch Officina Typographica bei Bode                                                                         | Hahn (Sternbild)                                            |
| Jordan                            | Jordanus                             | | N    | Plancius    | 1612 | Jagdhunde, Südteil des großen Bären, Kleiner Löwe, Luchs               | wohl zu Ptolemäus Eridanus (Keysers Nil) und Plancius’ Tigris | Fluss Jordan, Großer und Kleiner Bär                        |
| Kleiner Krebs                     | Cancer Minor                         | | N    | Plancius    | 1612 | zwischen Krebs und Zwillinge                                           | Plancius hinterließ seine Gründe, dieses Sternbild einzuführen, nicht | Kleiner und Großer Krebs                                    |
| Südlicher Pfeil                   | Sagitta Australis                    | | S    | Plancius    | 1612 | zwischen südlicher Krone und Skorpion                                  | Plancius hinterließ seine Gründe, dieses Sternbild einzuführen, nicht | Südlicher Pfeil                                             |
| Tigris                            | Tigris                               | | N    | Plancius    | 1612 | Fuchs, Westteil des Pegasus, Ostteile von Schlangenträger und Herkules | wohl zu Ptolemäus Eridanus (Keysers Nil) und Plancius’ Jordan, mutmaßlich als einer der vier Paradiesflüsse | Tigris                                                      |
| Karlseiche                        | Robur Carolinum                      | | S    | Halley      | 1678 | zwischen Luftpumpe, Chamäleon und Zentaur                              | die Eiche, in der sich Karl II. nach der verlorenen Schlacht von Worcester versteckte | Schiff Argo und Karlseiche                                  |
| Zepter von Brandenburg            | Sceptrum Brandenburgicum             | | S    | Kirch       | 1688 | Eridanus, Ostteil, westlich vom Hasen                                  | zu Ehren der Kurfürsten von Brandenburg, deren Hofastronom Kirch war. Das Sternbild wurde bald 100 Jahre ignoriert, bis es Bode in seinem Atlas veröffentlichte; nach ihm heißt heute der Stern 53 Eridani Sceptrum                                                    | Brandenburgisches Szepter                                   |
| Zerberus, dreiköpfiger Höllenhund | Cerberus                             | | N    | Hevelius    | 1690 | Herkules, Ostteil, neben der Leier                                     | Kerberos, der Wächter des Tores zum Totenreich der griechischen Antike | Zerberus                                                    |
| Berg Mänalus                      | Mons Maenalus                        | | N    | Hevelius    | 1690 | zwischen Bärenhüter und Jungfrau                                       | ein Heiliger Berg der griechischen Antike | Berg Mänalus                                                |
| Kleines Dreieck                   | Triangulum Minor                     | | N    | Hevelius    | 1690 | zwischen Dreieck und Widder                                            | neben dem eigentlichen Dreieck, auch gemeinsam als Triangula verzeichnet | Kleines und Großes Dreieck sowie Nördliche Fliege           |
| Rentier                           | Rangifer, Tarandus                   | | N    | Lemonnier   | 1743 | zwischen Giraffe und Kepheus                                           | das Rentier, Monnier führte das Sternbild als Reene nach einer Beobachtungsreise nach Lappland ein | Rentier                                                     |
| Einsiedlervogel                   | Turdus Solitarius                    | Eule (Noctua)                                                                                           | S    | Lemonnier   | 1761 | Wasserschlange, Richtung Waage und Zentaur                             | ein Vogel, zur Erinnerung an die französische Expedition zur Beobachtung des Venustransits 1761; von Burritt in seinem Sternenatlas 1835 in Eule umbenannt, Urheber und Begründung sind unbekannt                                                                      | Einsiedlervogel · Eule                                      |
| Königlicher Stier von Poniatowski | Taurus Poniatovii                    | | N/S  | Poczobut    | 1777 | Schlangenträger, Ostteil an der Grenze zum Adler                       | das Wappentier des damaligen polnischen Königs Poniatowski | Taurus Poniatovii                                           |
| Psalter Georgs, Georges Harfe     | Psalterium Georgianum, Harpa Georgii | | S    | Hell        | 1789 | zwischen Eridanus, Stier und Walfisch                                  | soll Georg III. ehren, dessen Hofastronom Herschel war | Psalter Georgs, Eridanus und Brandenburgisches Szepter      |
| Erntehüter                        | Custos Messium                       | | N    | Lalande     | 1775 | zwischen Kassiopeia, Giraffe und Kepheus                               | Soll den Bauern bei der Ernte symbolisieren, spielt durch den Namen aber auch auf Messier an, der in diesem Himmelsareal einen Kometen beobachtete; in Frankreich als „Sternbild Messier“ bekannt, Erndtehüter bei Bode                                                | Giraffe, Rentier und Erntehüter                             |
| Mauerquadrant                     | Quadrans Muralis                     | | N    | Lalande     | 1795 | zwischen großem Bär und Bärenhüter                                     | symbolisiert den Mauerquadranten, das wichtigste Instrument der Astronomie vor Erfindung des Teleskops; der Meteorenstrom der Quadrantiden ist danach benannt | Mauerquadrant                                               |
| Heißluftballon                    | Globus Aerostaticus                  | | N/S  | Lalande     | 1798 | zwischen südlicher Fisch, Mikroskop, Steinbock, und Wassermann         | die Montgolfière, das erste bemannte Fluggerät | Heißluftballon                                              |
| Katze                             | Felis                                | | N    | Lalande     | 1799 | Wasserschlange, nördlich der Luftpumpe                                 | „Ich mag Katzen“ | Katze                                                       |
| Friedrichs Ehre                   | Honores Friderici, Gloria Frederici  | | N    | Bode        | 1787 | zwischen Andromeda und Eidechse                                        | im Gedenken an den im Jahr zuvor verstorbenen Friedrich den Großen | Friedrichs Ehre                                             |
| Log                               | Lochium Funis                        | | S    | Bode        | 1801 | Schiffskompass, Nebensterne                                            | die Logleine als nautisches Instrument zum Kompass der Argo |                                                             |
| Herschels Teleskop                | Telescopium Herschelii               | Herschels großes Teleskop (Tubus Herschelii Major), Herschels kleines Teleskop (Tubus Herschelii Minor) | N    | Bode        | 1801 | Fuhrmann, Ostteil, grenzt an Zwillinge und Luchs                       | als Tubi Herschelii durch Hell anlässlich der Entdeckung Uranus durch Herschel eingeführt; bei Bode zum Telescopium Herschelii zusammengefasst | Luchs und Herschels Teleskop                                |
| Elektrisiermaschine               | Machina Electrica                    | | S    | Bode        | 1801 | zwischen Bildhauer und Chemischer Ofen                                 | Nutzung der Elektrizität, eine Erfindung seiner Zeit | Chemischer Ofen, Elektrisiermaschine und Bildhauerwerkstatt |
| Buchdruckerwerkstatt              | Officina Typographica                | | S    | Bode        | 1801 | Achterdeck, Nordteil                                                   | Erfindung des Buchdrucks mit beweglichen Lettern zum 350. Jahrestag der Erfindung durch Gutenberg; enthält auch den Hahn nach Plancius | Buchdruckerwerkstatt und Großer Hund                        |
| Schildkröte                       | Testudo                              | | N/S  | unbekannt   | ?    | zwischen den Fischen und Walfisch                                      | könnte William Henry Smyths Cycle of Celestial Objects 1844 entstammen | Schildkröte                                                 |
| Karlsherz                         | Cor Caroli                           | | N    | unbekannt   | ?    | Jagdhunde, Halsband                                                    | Zu Ehren der englischen Könige Karl I. und Karl II. |                                                             |

## Andere Namen für anerkannte Sternbilder
Die Sternbilder in der folgenden Tabelle sind lediglich alternative Namen für heute anerkannte Sternbilder.
Erläuterung der Zeilenüberschriften:
- Name: Nennt den Namen des Sternbildes.
- Lateinisch: Nennt den lateinischen Namen des Sternbildes.
- Alternativ: Nennt den deutschen und lateinischen Namen unter, welchem es ebenfalls veröffentlicht wurde
- Hem.: Nennt die Lage des Sternbildes innerhalb der Himmelskugel. Dabei steht N für die Nord- und S für die Südhemisphäre. Mit N/S oder S/N gekennzeichnete Sternbilder sind in beiden Halbkugeln sichtbar.
- Autor: Nennt den Autor, der den Namen zuerst eingeführt beziehungsweise benannt oder in Karten veröffentlicht hat.
- Jahr: Gibt das Jahr an, in dem der Name eingeführt oder nachgewiesen werden kann.
- Heutiger Name: Nennt den Namen, unter dem es heute durch die IAU anerkannt ist
- Kommentar: Nennt weitere Hintergrundinformationen

| Name                             | Lateinisch                  | Alternativ                                                     | Hem. | Autor                           | Jahr    | Heutiger Name                         | Kommentar | Bild                           |
| -------------------------------- | --------------------------- | -------------------------------------------------------------- | ---- | ------------------------------- | ------- | ------------------------------------- | --- | ------------------------------ |
| Goldfisch                        | Dorado                      |                                                                | S    | Keyser                          | 1597    | Schwertfisch                          | der deutsche Name entsteht erst später |                                |
| Indianische Elster               | –                           |                                                                | S    | Keyser                          | 1597    | Tukan                                 | Indiaenschen Exster, mit der Anmerkung „auch Indies Lang genannt“, Tukan schon bei Bayer |                                |
| Nil                              | nilus                       | Rotes Meer                                                     | S    | Keyser                          | 1597    | Eridanus                              | Den Nyli, mutmaßlich als einer der vier Paradiesflüsse Im Coelum Stellatum Christianum von Julius Schiller heißt es Rotes Meer nach dem Mythos der Teilung des Roten Meeres beim Auszug aus Ägypten. | Rotes Meer                     |
| Reiher                           |                             | Flamingo (Phoenicopterus)                                      | S    | Keyser/Houtman                  | 1595/97 | Kranich                               | Den Reygher; Flamingo bei Plancius und Hondius 1598/1600, 1602/03 auch bei Blaeu; bei Bayer schon Kranich |                                |
| Biene                            | Apis                        | Südliche Fliege (Musca Australis)                              | S    | Bayer                           | 1603    | Fliege                                | von Lacaille 1752 in Musca Australis umbenannt (La Mouche), latinisiert 1763; heute verkürzt, weil die nördliche Fliege obsolet ist |                                |
| Bildhauerwerkstatt               | Apparatus Sculptoris        |                                                                | S    | Lacaille                        | 1756    | Bildhauer                             | l´ Atelier de Sculpteur, latinisiert 1763, heute kurz |                                |
| Malerstaffelei (und Farbpalette) | Equuleus Pictoris           |                                                                | S    | Lacaille                        | 1756    | Maler                                 | le Chevalet et la Palette, latinisiert 1763, heute kurz |                                |
| Sonnenuhr                        | Solarium                    |                                                                | S    | Burritt                         | 1835    | Netz*                                 | in seinem Sternenatlas, der Urheber ist unbekannt; stellt eine Sonnenuhr dar, als Ergänzung zur Pendeluhr Lacailles | Sonnenuhr                      |
| Zepter und die Hand der Justiz   | Sceptrum et Manus Iustitiae |                                                                | N    | Royer                           | 1679    | Eidechse                              | ehrt Ludwig XIV. von Frankreich | Zepter und die Hand der Justiz |
| The Tyrants                      |                             | Unschuldige Kinder                                             | N    | Alan Patrick Herbert            | 1944    | Drache                                | Aus Herberts Buch „A better sky“, in welchem er zeitgemäßere Namen für die Sternbilder vorschlug: Die einzelnen Sterne sollten nach Attila, Hitler, Mussolini, Robespierre und Kublai Khan benannt werden. Im Coelum Stellatum Christianum von Julius Schiller heißt es Unschuldige Kinder nach dem Kindermord in Bethlehem.                    | Unschuldige Kinder             |
| Heiliger Josef                   |                             | The Sailor                                                     | N    | Julius Schiller                 | 1627    | Orion                                 | Aus Alan Patrick Herberts Buch „A better sky“, in welchem er zeitgemäßere Namen für die Sternbilder vorschlug: Die einzelnen Sterne sollten nach Seefahrern wie James Cook benannt werden. Im Coelum Stellatum Christianum von Julius Schiller heißt es Heiliger Josef.                                                                         | Heiliger Josef                 |
| Erzengel Michael                 |                             | Hesperiden, „Der Phönizier“, Kleiner Wagen, Flügel des Drachen | N    | Julius Schiller                 | 1627    | Kleiner Bär                           | Im alten Griechenland galt das Sternbild als Teil des Drachen. Thales von Milet beschrieb es erstmals als eigenes Sternbild. „Der Phönizier“ kommt daher, weil phönizische Seefahrer es zur Navigation verwendeten. Der Name "Kleiner Wagen" kommt von der Form. Im Coelum Stellatum Christianum von Julius Schiller heißt es Erzengel Michael. | Erzengel Michael               |
| Zwölf Apostel                    |                             |                                                                | N/S  | Julius Schiller                 | 1627    | Ekliptiksternbilder, Tierkreiszeichen | In Schillers Coelum Stellatum Christianum veröffentlicht. Darin sollten die bisherigen Sternbilder durch biblisch-christliche Figuren ersetzt werden. |                                |
| Boot des Heiligen Petrus         |                             | Äpfel der Hesperiden                                           | N    | Julius Schiller                 | 1627    | Großer Bär                            | In Schillers Coelum Stellatum Christianum veröffentlicht. Darin sollten die bisherigen Sternbilder durch biblisch-christliche Figuren ersetzt werden. Im alten Griechenland stellte das Sternbild ursprünglich die Äpfel der Hesperiden dar, welche ewige Jugend verleihen sollen.                                                              | Boot des Heiligen Petrus       |
| Schweißtuch Christi              |                             |                                                                | N/S  | Anton Maria Schyrleus de Rheita | 1643    | Sextant                               | Von de Rheita erstmals als Sternbild eingeführt, konnte es sich gegen Hevelius’ Sextanten nicht durchsetzen. |                                |
| Geier                            |                             |                                                                | N    | unbekannt                       | ?       | Leier                                 | Auf älteren Sternenkarten erscheint die Leier als Vogel, meist als Geier. Als solcher soll er auch einer der stymphalischen Vögel sein. |                                |
| Stymphalische Vögel              |                             |                                                                | N    | unbekannt                       | ?       | Sommerdreieck (Adler, Leier, Schwan)  | In der griechischen Mythologie sind die Stymphaliden Vögel mit eisernen Schnäbeln, Klauen und Flügeln, welche im Sumpf Stymphalos bewohnten, bevor sie von Herakles von dort vertrieben wurden. |                                |